# Nørre Vedby
Nørre Vedby is een plaats in de Deense regio Seeland, gemeente Guldborgsund. De plaats telt ca 200 inwoners (2008).